# Їнь Цзюньхуа
Їнь Цзюньхуа (чам. 尹 军花, нар. 27 серпня 1990, Сінтай, Китай) — китайська боксерка, срібна призерка Олімпійських ігор 2016 року, бронзова призерка чемпіонату світу 2014 року, чемпіонка Азії та Азійських ігор. 

## Любительська кар'єра

### Азійські ігри 2014
- 1/8 фіналу:Перемогла Тассамалі Тонгджан (Таїланд) — 3-0
- 1/4 фіналу:Перемогла Несті Петесіо (Філіппіни) — 3-0
- 1/2 фіналу:Перемогла Лю Тхі Дуєн (В'єтнам) — 3-0
- Фінал:Перемогла Пак Джин А (Південна Корея) — 2-0

### Чемпіонат світу 2014
- 1/32 фіналу:Перемогла Пріянку Чаухдарі (Індія) — PTS (3-0)
- 1/16 фіналу:Перемогла Ірен Агірре (Нікарагуа) — PTS (3-0)
- 1/8 фіналу:Перемогла Дженніфер Міранду (Іспанія) — PTS (3-0)
- 1/4 фіналу:Перемогла Деніцу Єлісеєву (Болгарія) — PTS (2-0)
- 1/2 фіналу:Програла Кеті Тейлор (Ірландія) — TKO

### Чемпіонат світу 2016
- 1/16 фіналу:Перемогла Мікаелу Майєр (США) — PTS (3-0)
- 1/8 фіналу:Програла Мірі Потконен (Фінляндія) — 1-2

### Олімпійські ігри 2016
- 1/8 фіналу:Перемогла Хаснау Лашгар (Марокко) — PTS (3-0)
- 1/4 фіналу:Перемогла Яну Алексєєвну (Азербайджан) — PTS (3-0)
- 1/2 фіналу:Перемогла Міру Потконен (Фінляндія) — 3-0
- Фінал:Програла Естель Мосселі (Франція) — PTS (1-2)

### Азійські ігри 2018
- 1/8 фіналу:Перемогла Несті Петесіо (Філіппіни) — 3-2
- 1/4 фіналу:Перемогла Лім Е Джі (Південна Корея) — 5-0
- 1/2 фіналу:Перемогла Нілаван Течасуеп (Індонезія) — 5-0
- Фінал:Перемогла Йо Сон Хва (Північна Корея) — 4-1

### Чемпіонат світу 2018
- 1/16 фіналу:Перемогла Сабріну Обен (Канада) — 3-2
- 1/8 фіналу:Перемогла Леонелу Санчес (Аргентина) — 5-0
- 1/4 фіналу:Програла Орнелі Вагнер (Німеччина) — 2-3